# 大阪へやって来た
『大阪へやって来た』（おおさかへやってきた）は、友部正人がURCレコードから1972年1月15日に発売したファーストアルバム。

## 解説
フォーク界最高の詩人、友部正人の鮮烈デビュー・アルバム。日本初のトーキング・ブルース・スタイルの「大阪へやって来た」が衝撃だった。
岩井宏をディレクターに、高田渡、西岡たかしなど、豪華な顔ぶれがバックをつとめた本作は、発売当初から注目を集めた。しかしそれ以上に、これまでにないリアルな言葉からなる詞と真摯な歌声が、多くのフォーク・ファンを虜にした。

## 収録曲
作詞・作曲：友部正人

### Side:A
1. 大阪へやって来た  –  (7:20）
2. 酔っぱらい  –  (7:08）
3. もしもし  –  (3:51）
4. まるで正直者のように  –  (10:06）

### Side:B
1. 真知子ちゃんに  –  (5:36）
2. 梅雨どきのブルース  –  (5:52）
3. まちは裸ですわりこんでいる  –  (5:40）
4. 公園のベンチで  –  (11:40）

## レコーディング・メンバー

### 大阪へやって来た
- ギター・ハーモニカ・唄  –  友部正人

### 酔っぱらい
- ベース  –  宇野主人
- ジャズハープ  –  西岡たかし

### もしもし
- ギター・ハーモニカ・唄  –  友部正人

### まるで正直者のように
- ベース  –  宇野主人
- ドラム  –  江戸門弾鉄
- フラットマンドリン  –  高田渡
- ピアノ  –  緒方和也

### 真知子ちゃんに
- ギター・ハーモニカ・唄  –  友部正人

### 梅雨どきのブルース
- ギター・ハーモニカ・唄  –  友部正人

### まちは裸ですわりこんでいる
- ギター・ハーモニカ・唄  –  友部正人

### 公園のベンチで
- ギター・ハーモニカ・唄  –  友部正人

### スタッフ
- 制作  –  アート音楽出版
- ディレクター  –  岩井宏
- 表紙  –  真崎守
- エンジニア  –  神成芳彦
- 写真撮影  –  川仁忍

## 発売履歴
| 発売日         | レーベル         | 規格           | 規格品番   | 備考           |
| -------------- | ---------------- | -------------- | ---------- | -------------- |
| 1972年1月15日  | URCレコード      | LP             | URL-1022   |                |
| 1977年         | URCレコード      | LP             | UX-8016    |                |
| 1980年6月      | SMS Records      | LP             | SM20-4138  |                |
| 1987年10月21日 | SMS Records      | LP             | MD30-4138  |                |
| 1989年         | Kitty Records    | CD             | H20K-25023 |                |
| 1995年6月16日  | 東芝EMI          | CD             | TOCT-8961  |                |
| 2002年10月9日  | avex lo.         | CD             | IOCD-40026 | CD-EXTRA仕様。 |
| 2005年3月16日  | avex lo.         | CD（紙ジャケ） | IOCD-40088 |                |
| 2009年5月20日  | ポニーキャニオン | HQCD           | PCCA-50119 |                |
| 2009年5月20日  | ポニーキャニオン | 配信           | PCCA-50119 |                |
| 2020年3月4日   | ポニーキャニオン | CD             | PCCA-04923 |                |